# Skinheads in Deutschland

Zwei Skinheads auf einem Oi!-Konzert

Dieser Artikel gibt einen Überblick über die Entwicklung der Skinhead-Jugendkultur in Deutschland.

## Entwicklungen bis 1990

### Bundesrepublik Deutschland
1977/1978, kurz nach dem Aufkommen des Punk in Deutschland, traten auch die ersten Skinheads in Deutschland in Erscheinung. Über die Zeit davor ist wenig bekannt. Etwa ab 1980/81 konnte man von einer größeren Szene sprechen, die sich vor allem in West-Berlin, Hamburg, Lübeck, Nürnberg, Frankfurt am Main, Ludwigshafen am Rhein und im Ruhrgebiet bildete. Zu dieser Zeit versorgte man sich über Großbritannien mit Material über die Szene. Die Kleider wurden in Army Shops oder direkt aus Großbritannien importiert. Insgesamt setzte sich der Oi!, eine aus dem Punk hervorgegangene Musikrichtung der britischen Skinheads der 1970er Jahre, als prägende Musikrichtung fest, wenn es auch einige Ska- beziehungsweise 2-tone-Anhänger (die somit der Musik der ersten Skinhead-Welle der 1960er Jahre näher standen), und eine lebendige Soul-Szene um die britische Band The Redskins gab.
Bis auf wenige Punk-Bands wie Daily Terror und OHL, die offen mit den Skinheads umgingen, und wenige Skinhead-Bands wie die Böhsen Onkelz, verfügte die junge Skin-Szene über keine eigenen musikalischen Gruppen. Erst 1982 gründeten sich wenige Untergrund-Bands wie Vortex, Herbärds, Boots & Braces und Die Alliierten.
Zu Beginn war die deutsche Skinhead-Szene politisch sehr diffus, jedoch eindeutig konservativ und proletarisch geprägt. Insbesondere Punks, die mit der Politisierung nach links nichts anfangen konnten, wurden Skinheads. Die Szene definierte sich zunächst als „unpolitisch“. Im Gegensatz zu Großbritannien waren die deutschen Skinheads selten aus der Arbeiterklasse, die es so in Deutschland kaum gab, dennoch griffen sie auf die entsprechende Symbolik zurück. Von Beginn an legten die Skinheads Wert auf ein martialisches, gewalttätiges Image. Alkoholkonsum und Schlägereien bestimmten das übliche Bild nach außen. Als Feindbild kristallisierten sich neben den Hippies vor allem die Punks heraus.
1983 kam es schließlich zum Zusammenschluss von Teilen der Skinhead- mit der Punk-Szene, während aber ein Teil der Skinhead-Szene deutlich nach rechts tendierte.

#### Rechtsextreme Tendenzen bis 1990

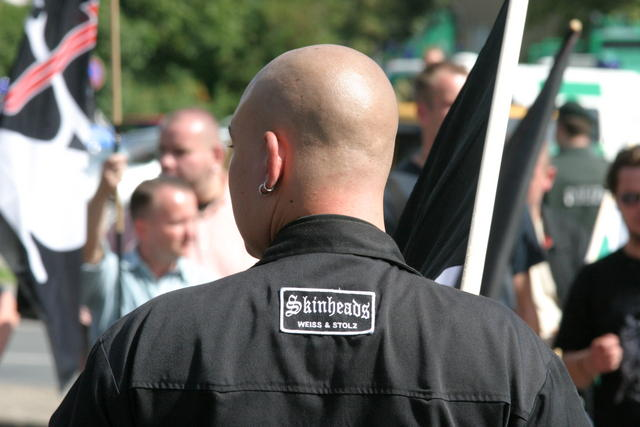
Rechtsextremer Skinhead auf einer Demonstration

Als die Skinhead-Subkultur Ende der 1970er/Anfang der 1980er nach Deutschland kam, existierte in Großbritannien bereits eine Spaltung der Skinhead-Szene. Nach den ersten unpolitischen Gruppen etablierten sich um Bands wie die Böhsen Onkelz aus Frankfurt/Main, Endstufe aus Bremen und Kraft durch Froide aus Berlin eine rechtsextreme Szene, die zunächst den Anschluss an die Hooligan-Szene suchte. Sie lösten damit die sogenannten „Kuttenträger“, also die erste Generation gewalttätiger Fußballfans, ab. Der harte Kern bestand in Hochburgen wie Bremen aus bis zu 150 Skinheads, die während und nach dem Spiel für Unruhe sorgten. Ausländerfeindlichkeit war auch schon früh ein fester Bestandteil der Szene, wenn auch dahinter kein wirkliches Weltbild oder eine ernsthafte Politisierung stand. Erste Vereinnahmungsversuche von politischen Dachorganisationen scheiterten daher auch zunächst. Erst Hooligan-Gruppierungen wie der Borussenfront gelang es, einzelne Skinheadgruppen in organisierten Gruppen wie der „Savage Army“ zusammenzufassen. Erste öffentlichkeitswirksame Aktionen wie der Aufruf zum „Kampf gegen die Kanacken [sic!]“ anlässlich eines Länderspiels Deutschland – Türkei im Oktober 1983 trugen zur Mythenbildung um die noch neue Szene bei. Diese erste Generation wurde rasch von sogenannten „Modeskins“ abgelöst, die das Outfit der meist älteren Skinheads imitierten. Zur Provokation wurden nationalsozialistische Parolen skandiert oder der Hitlergruß gezeigt. Die älteren Skinheads standen der neuen Szene skeptisch gegenüber, teilweise kam es zu Schlägereien in den eigenen Fan-Blocks. Kurz darauf wurden auch die Repressionen der Polizei härter. Auch Fan-Initiativen begannen gegen die Skinheads vorzugehen. Obwohl Fußball heute immer noch Bestandteil der verschiedenen Skinhead-Szenen ist, veränderte sich die Hooligan-Szene Ende 1980/Anfang 1990 fundamental. Aktive Hooligans sind unter den Skinheads nur noch selten zu finden.
Unter Michael Kühnen und seinen diversen Gruppierungen (Freiheitliche Deutsche Arbeiterpartei und Gesinnungsgemeinschaft der Neuen Front) wurden einige Skinheads für die „nationale Sache“ rekrutiert. Über Labels wie Metal Enterprises und Rock-O-Rama wurde die Musik rechtsextremer Skinhead-Bands vermarktet. Ab etwa 1986 begannen auch die Nationalistische Front, die NPD und Die Republikaner um die erstarkte Jugendkultur zu werben. Erst mit dem Einfluss von Blood and Honour in Großbritannien und der Wende entwickelte sich die rechte Skinhead-Szene in Deutschland jedoch weiter.

### Deutsche Demokratische Republik
In der DDR kam es ebenfalls in den 1980er Jahren zu einem regen Interesse an der Subkultur, viele Jugendliche bezogen aus dem Westen (oft illegal, etwa durch Zeitschriften) ihre Informationen über Skinheads. So kam es auch in der DDR zu einer Skinhead-Bewegung. Die erste Welle an Skinheads kam Anfang der 1980er Jahre östlich des Eisernen Vorhangs auf. Szenetypische Bekleidung wie beispielsweise Harrington-Jacken oder Schuhe der Marke Dr. Martens, welche in der DDR gar nicht oder nur zu überteuerten Schwarzmarktpreisen zu haben waren, erhielten sie über das sozialistische Ausland (hierbei vor allem die Tschechoslowakei und Ungarn). Erste Gruppen von unpolitischen Skinheads formierten sich in Dresden. Von Beginn an bauten sie ein proletarisches Macho-Image auf. Im kleinbürgerlichen Milieu der DDR erregten Skinheads in der typischen Arbeitskleidung zunächst weit weniger Aufsehen als die schrillen Outfits der Punk-Bewegung. Von den Sicherheitsbehörden als „arbeitswillig“ eingestuft, fielen sie anfangs weit weniger in das gängige Klischee der staatlich verfolgten „asozialen Gammler“. Eine homogene Skinhead-Bewegung gab es auch in der DDR nicht. Vielmehr gliederten sich die Skinheads in diverse kleinere Gruppierungen mit unterschiedlichsten Wertvorstellungen auf. Ein großer Teil der DDR-Skinheads war ab Mitte der 1980er Jahre aus der Punk-Bewegung herüber gewechselt. Kurz darauf kamen jedoch auch die ersten rechten Skinheads in die Szene. Beeinflusst durch die Stigmatisierung der Skinhead-Szene als rechtsextrem in den verfügbaren Westmedien bildeten die Skinheads im Osten in der öffentlichen Wahrnehmung den rechten Gegenpol zur als linksextrem eingestuften Punk-Bewegung. Der Szene schloss sich in der Folge eine große Zahl an Personen an, die nur eine recht vage Vorstellung von der Skinhead-Subkultur hatten. Die noch junge Bewegung wurde bis 1988 zum Großteil rechtsextrem. Das Ministerium für Staatssicherheit (MfS) schätzte die Zahl der rechtsradikalen Skinheads in der DDR in einem Bericht vom 2. Februar 1988 auf 800 Personen.
In den 1980ern gründete sich die „Lichtenberger Front“, eine Vereinigung von Skinheads und Anhängern des BFC Dynamo, diese benannten sich später in „Bewegung 30. Januar“ um und verwiesen damit auf das Datum der „Machtergreifung“. Zu größeren Ausschreitungen kam es beim Überfall auf die Zionskirche am 17. Oktober 1987, als etwa 30 alkoholisierte Skinheads und Hooligans, maßgeblich darunter Mitglieder dieser Vereinigung, ein Konzert in der Ostberliner Zionskirche stürmten. Auf der Veranstaltung spielten die Bands Die Firma und Element of Crime vor etwa 1.000 angereisten Fans. Nachdem die Skinheads unter rechtsextremen Parolen das Konzert stürmten und wahllos auf Punks und unbeteiligte Passanten einschlugen, kam es zu einer Massenpanik. Trotz mehrerer Notrufe griff die Deutsche Volkspolizei nicht ein. Es wurde von Teilen der DDR-Opposition vermutet, dass der Polizei bzw. der Staatssicherheit der Angriff auf die als Oppositionszentrum bekannte Zionskirche und die daran angeschlossene Umwelt-Bibliothek gerade recht kam. Die anschließende Fahndung nach den Tätern dagegen lief erfolgreich. 22 Skinheads und vier Punks, die an der Schlägerei beteiligt waren, wurden verhaftet und abgeurteilt. Kurz danach zeigte auch das MfS Interesse an der Skinhead-Bewegung. 1988 machte die Lichtenberger Front weiter von sich reden, als der jüdische Friedhof in der Schönhauser Allee geschändet wurde.
Bis 1988 wurden im Gebiet der DDR 1067 Skinheads registriert, von denen gegen etwa 82 Ermittlungsverfahren liefen und 156 in Haft kamen. Die restlichen wurden durch Inoffizielle Mitarbeiter (IM) unterwandert. So waren in Ostberlin, das als Hochburg der Skinhead-Bewegung galt, von den 267 Skinheads etwa 33 IM. Die Stasi gab auch einen „Erkennungsschlüssel für den Dienstgebrauch“ heraus, welcher neben den anderen Subkulturen auch die Skinheads umfasste. Laut dieses Dokuments wurden den Skinheads „neofaschistische Tendenzen“, „Macho-Kult-Ideologie (Männerkult)“, „Ablehnung jeder staatlichen Ordnung“ und „z.T. Hass gegen Ausländer“ angekreidet. Die Szene existiere „häufig im rowdyhaften Fußballanhang“ und habe „Verbindungen zu gleichem Personenkreis im kapitalistischen Ausland“. Die Szene war wesentlich weniger an Musik interessiert als ihr westliches Pendant. Zu den einzigen Gruppen gehörten Brutale Haie aus Erfurt und Pitbull in Meerane. Beide gründeten sich um 1988.
Insbesondere nach der Wende dominierten die rechtsextremen Skinheads die Szene weiter. Aus Teilen der Lichtenberg-Front setzte sich die später von Michael Kühnen geleitete Deutsche Alternative zusammen. Ein prominenter Vertreter war der spätere Aussteiger Ingo Hasselbach, der diese Zeit auch in seiner Biografie Die Abrechnung und im an seine Biografie angelehnten Spielfilm Führer Ex beschreibt.

## Entwicklungen nach der Wende

### SHARPs und Redskins
Ende der 1980er Jahre formierte sich zunächst in den alten Bundesländern eine aktive SHARP- und RASH-Bewegung, die teilweise den Anschluss an die Antifa suchte. Am populärsten wurde die SHARP-Bewegung vor allem in Berlin. Nur langsam verbreitete sich diese antirassistische Subszene auch in den neuen Bundesländern. Diese Skinheads haben sich zum Ziel gesetzt, den sogenannten „Spirit of 69“ zu bewahren und aktiv für eine positivere öffentliche Beurteilung einzustehen. Neben Fans der Oi!-Musik finden sich hier auch zahlreiche Fans von Ska, Rocksteady und Northern Soul. Zum traditionellen, harten Auftreten kommen hier Kleidungsstile der Rude-boy- und der ursprünglichen Skinhead-Szene dazu, beispielsweise der Porkpie Hut und 2-tone-Anzüge. Zu den populärsten Fanzines aus diesem Bereich zählen zu einem gewissen Teil das Skin Up und seine beiden Vorläufer Oi!reka und Skintonic, auch wenn diese sich zum Teil später von linken Strukturen absetzten. Musikalisch dominierten vielfach Ska-Einflüsse, zum Beispiel bei No Respect und No Sports.
Der Ansatz von RASH dagegen setzt vermehrt auf sozialistische und anarchistische Ideen und ist stärker auch in linken Verbänden und Parteien organisiert. Ein großer Teil der Skinhead-Szene lehnt diese beiden Erscheinungsformen ab, zum einen, weil sie generell linke Strukturen ablehnen, zum Teil auch aus persönlichen Ressentiments gegenüber den Führungsfiguren dieser Bewegung, die in den angesagten Clubs wie dem SO36, Pfefferberg und dem Conne Island agierten. Die rechte Skinhead-Szene sieht beide Gruppierungen als Feindbilder an.

### Rechtsrock-Boom

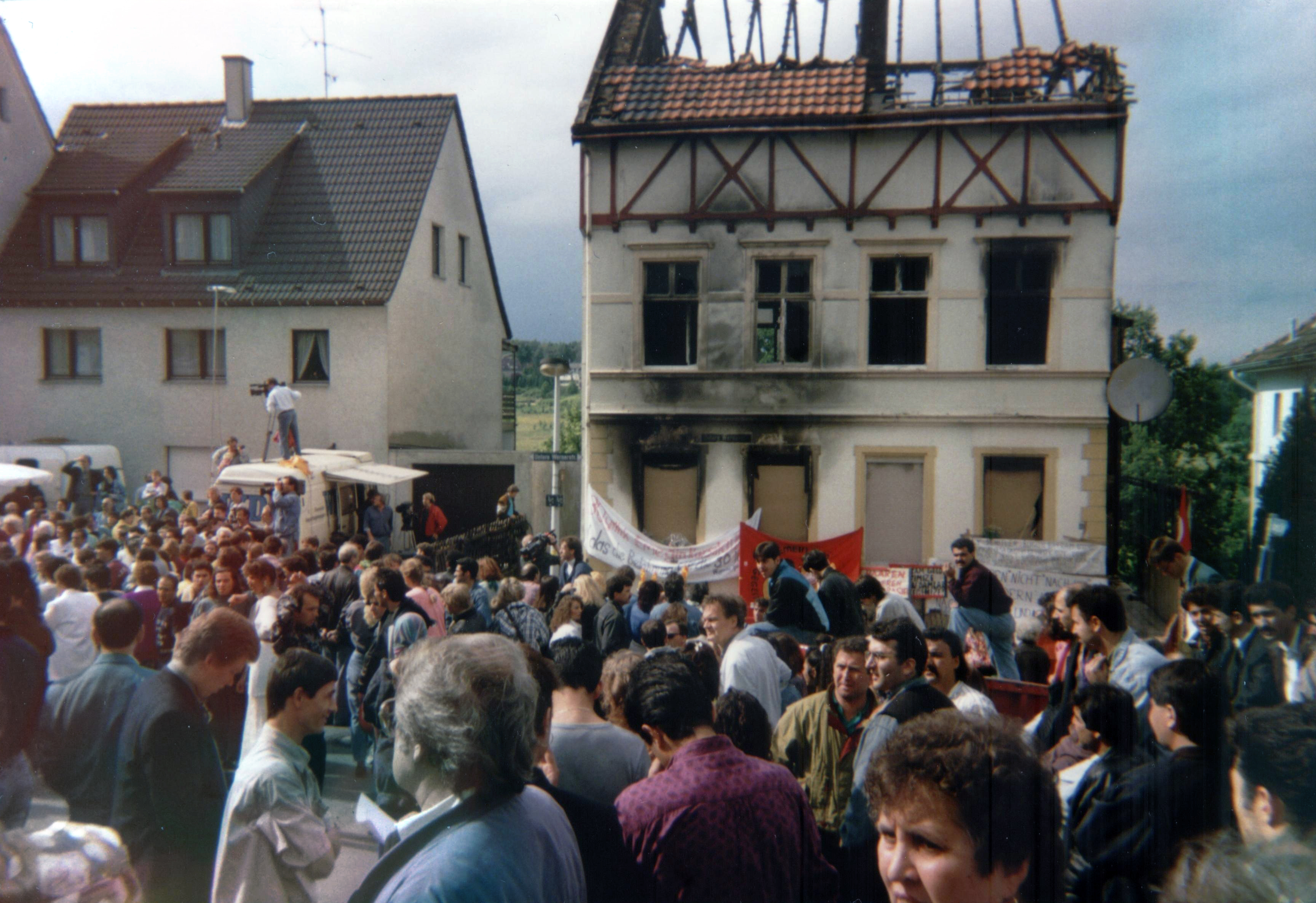
Brandanschläge wie in Solingen sorgten für Zulauf in der rechtsextremen Skinhead-Szene

Insbesondere im Osten verstärkte sich die rechtsextreme Skinhead-Szene, insbesondere durch Kühnens Nationale Alternative und deren Führungsfigur und späteren Aussteiger Ingo Hasselbach. Der rechtsextreme Skinhead-Boom hatte seinen Höhepunkt um die Mordanschläge in Mölln (1992) und Solingen (1993), sowie die Ausschreitungen in Rostock-Lichtenhagen (1992) und Hoyerswerda (1991). Bis zu diesem Zeitpunkt war das Problem mit rechtsextremen Jugendkulturen, die sich vornehmlich aus der Skinhead-Szene zusammensetzten, in der Bevölkerung kaum bekannt. Nach den Unruhen konzentrierte sich die deutsche Presse auf die Skinhead-Szene. In verschiedenen Talkrunden waren Störkraft und die inzwischen aus der Skinhead-Kultur ausgestiegenen Böhsen Onkelz zu sehen.
Im Zuge dieser Entwicklung konnten rechtsextreme Labels wie Rock-O-Rama, Metal Enterprises und Torsten Lemmers Funny Sounds & Vision hohe Gewinne einfahren. Lemmer gab beispielsweise in seinem Aussteigerbuch Rechts raus bekannt, dass er von einzelnen Störkraft-Veröffentlichungen etwa 70.000 Einheiten absetzen konnte. Bands wie Kraftschlag, Noie Werte, 08/15 und Macht & Ehre zeigten nationalsozialistische und rassistische Tendenzen und radikalisierten sich im Vergleich zur alten Rechtsrock-Szene. Diese Bands entstammten der Skinhead-Kultur und nahmen auch positiv darauf Bezug. Musikalisch orientierten sich die neuen Bands weniger am alten Oi!-, sondern vielmehr am Metal-Klang. Gab es bei Endstufe und den frühen Onkelz noch Ska-Rhythmen, so setzte die neue Szene vermehrt auf Härte. Erste Fanzines entstanden bereits in den 1980ern, doch erst mit Torsten Lemmers Magazin Moderne Zeiten und dem Rock Nord professionalisierte sich die Berichterstattung aus der Szene.

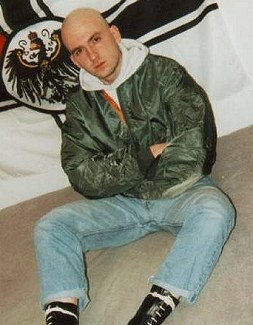
Neonazi-Skinhead

Mitte der 1990er Jahre und der ersten Beschlagnahme-Welle und den ersten Repressionen passten sich einige Gruppen wieder an und entschärften ihre Texte. Ein anderer Teil radikalisierte sich noch zusätzlich. Zur gleichen Zeit etwa gründeten sich Rechtsrock-Bands, die nur noch wenig Bezug zur Skinhead-Szene hatten. So stammte Landser aus dem Rocker-Milieu und Daniel „Gigi“ Giese (Saccara, Stahlgewitter, Gigi & die braunen Stadtmusikanten) aus der Metal-Szene.
Dennoch blieb bis heute die Skinhead-Subkultur das vorherrschende Erscheinungsbild, auch wenn andere musikalische Stilrichtungen wie Hatecore und National Socialist Black Metal, sowie alternative Ausdrucksstile wie die Autonomen Nationalisten zu einer Ausdifferenzierung der rechtsextremen Szene führten.
Organisatorisch schloss sich der radikale Teil der Skinhead-Szene in den Vereinigungen Blood and Honour (bis zum Verbot 2000) und den Hammerskins zusammen. Der Hauptanteil organisierter Rechtsextremisten strömte allerdings in die Freien Kameradschaften und die NPD.

### Unpolitische Skinhead-Szene
Bereits in den 1980er Jahren entstand eine sich selbst als „unpolitisch“ definierende Skinhead-Szene, die kein Interesse an politischen Machtkämpfen hatte. Diese Szene definierte sich nicht als „antifaschistisch“ oder „rechts“, sondern lehnte jegliche Politik ab. In den 1990er Jahren verbreitete sich diese Szene weiter. Musikalisch orientierte sich die Szene am ursprünglichen Oi!-Punk und verzichtete größtenteils auf die Ska-Elemente. Dennoch sind Schlagworte wie der „Spirit of 69“ (angebliches Entstehungsjahr des Skinhead-Kultes) und die „Arbeiterklasse“ Ausdruck einer stärker rückwärts gewandten Entwicklung. Bands wie Bierpatrioten und Maul halten definierten sich zudem über machohaftes Verhalten, starken Alkoholkonsum und sexistische Ansichten. Sie wenden sich in ihren Texten oftmals gegen jede Form von Politik, Hippies, Spießer und sogenannte Gutmenschen. Lokalpatriotismus auf Herkunftsort oder Bundesland, sowie Fußball und Schlägereien sind weitere textliche Merkmale. Verhasst sind den Gruppen sowohl Antifa als auch rechtsextreme Skinheads. Stattdessen wird der Schulterschluss mit der unpolitischen Punk-Szene propagiert. Labels sind unter anderem Knock Out Records, die eher antifaschistisch orientierten Mad Butcher Records und Teenage Rebel Records, sowie das Label Scumfuck Mucke von Willi Wucher.
Während Bands wie Smegma und Loikaemie rechte Skinheads ablehnen, solidarisierte sich ein Teil der Szene mit den extremen Randgruppen und besuchte beispielsweise Konzerte von rechtsextremen Bands. Ein anderer Teil der Szene, wie SpringtOifel und Boots & Braces, hatte zwar dieselben Wurzeln wie die rechtsextreme Szene, distanzierte sich jedoch scharf von ihr. Grenzgänger, wie Volker Grüner von 4 Promille, der ein ehemaliges Mitglied von Störkraft ist, sind keine Seltenheit. Dazu kommt eine ebenfalls unpolitische Szene, die im Verdacht steht, latent rechtsradikal zu sein. In sehr umstrittenen antifaschistischen Weblogs wurde dafür der Begriff „Grauzone“ geprägt.
Punk-Fanzines und -Zeitschriften wie das Plastic Bomb, das Ox und das Trust versuchen über diese Szene aufzuklären und gegebenenfalls zu vermitteln. Bekannte Labels sind unter anderem Dim Records, wo neben rechtsextremen Bands wie Kampfzone und Endstufe auch politisch schwer einzuordnende Gruppen unter Vertrag stehen, sowie das Boots-&-Braces-Label Walzwerk Records, das anfangs auch Platten von Skrewdriver vertrieben hatte. Des Weiteren vertreiben auch diverse Rechtsrock-Labels politisch unverdächtigere Skinhead-Bands.
Neben dem Skin Up sind auch weitere Fanzines erhältlich, die über diese Subkultur berichten. Neben unpolitischen Zeitschriften wie dem Moloko Plus und Webzines wie dem oi!vision, die eine klare Trennlinie zu bestimmten Bands der „unpolitischen Szene“ und zur Rechtsrock-Szene ziehen, gibt es eine Reihe von Zines, die auch über rechtsextreme Bands berichten.

## Statistik
Auch wenn die Darstellung in der Literatur eine Abgrenzung der verschiedenen Arten nahelegt, ist die Skinhead-Szene in Deutschland heterogen und statistisch schwer zu fassen. Während Autoren wie Klaus Farin davon ausgehen, dass die ursprüngliche Skinhead-Kultur den rechtsextremen Teil überwiegt, veröffentlichte die Friedrich-Ebert-Stiftung 2007 eine Publikation von Richard Stöss, die aussagt, dass „bei den Skins die rassistische Orientierung“ überwiege. Quantitativ bedeutend seien die unpolitischen Skinheads, während der Anteil an Redskins und SHARPs eher marginal sei.
Das deutsche Bundesamt für Verfassungsschutz beobachtet den rechtsextremen Teil der Skinhead-Subkultur. In den 1990er Jahren war die Skinhead-Kultur die dominierende Form der gewaltbereiten rechtsextremen Szene. Mittlerweile verzeichnet der Verfassungsschutzbericht einen zahlenmäßigen Rückgang der gewaltbereiten Skinheads. An ihre Stelle treten neuere rechtsextreme Formen aus der Hatecore- und NSBM-Szene.

## Deutsche Skinhead-Bands (Auswahl)
- 4 Promille
- Die Alliierten
- Bierpatrioten
- Böhse Onkelz (80er Jahre)
- Broilers (früher)
- Endstufe
- Gumbles
- Herbärds
- KrawallBrüder
- Loikaemie
- Die Lokalmatadore
- Pöbel & Gesocks
- Schusterjungs
- Smegma
- SpringtOifel
- Stomper 98
- Störkraft
- Toxpack
- Troopers
- Volxsturm
- Vortex